# Johnny O'Connor
Johnny O'Connor (Galway, 9 giugno 1982) è un rugbista a 15 irlandese, che gioca come terza linea.
Ha indossato la maglia della Nazionale irlandese per la prima volta il 13 novembre 2004 contro il Sud Africa (17-12 per gli irlandesi).
Attualmente gioca per la franchigia irlandese del Connacht.